# Kulajda

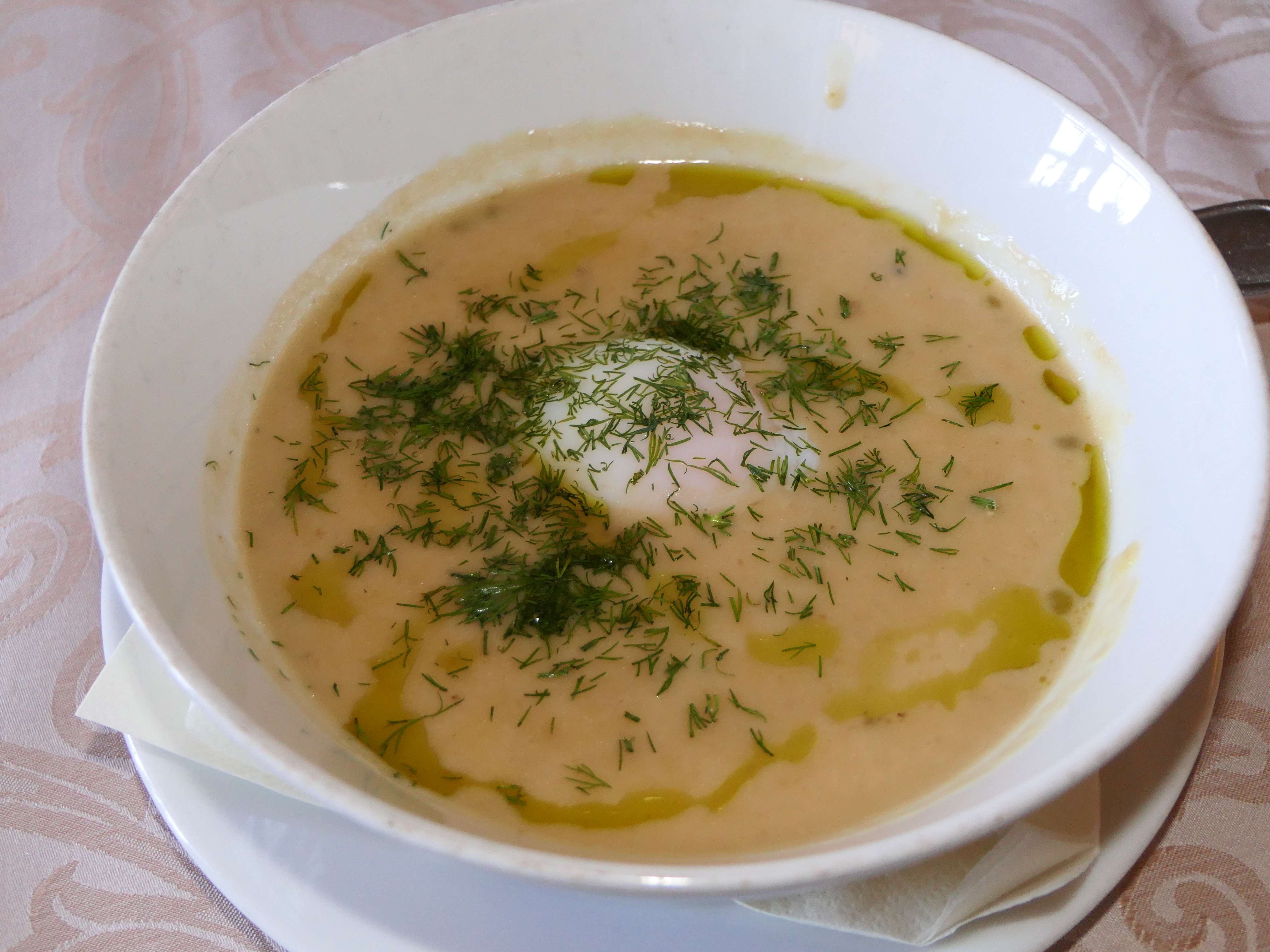
Súp kulajda ăn kèm trứng và thì là

Kulajda là một món súp của Cộng hòa Séc, bắt nguồn từ vùng Šumava tới vùng núi Krkonoše. Ngày nay có nhiều phiên bản Kulajda được chế biến, chúng được làm chủ yếu từ khoai tây, kem chua, thì là và trứng chim cút. Các loại nấm cũng là một nguyên liệu quan trọng để chế biến món súp này.

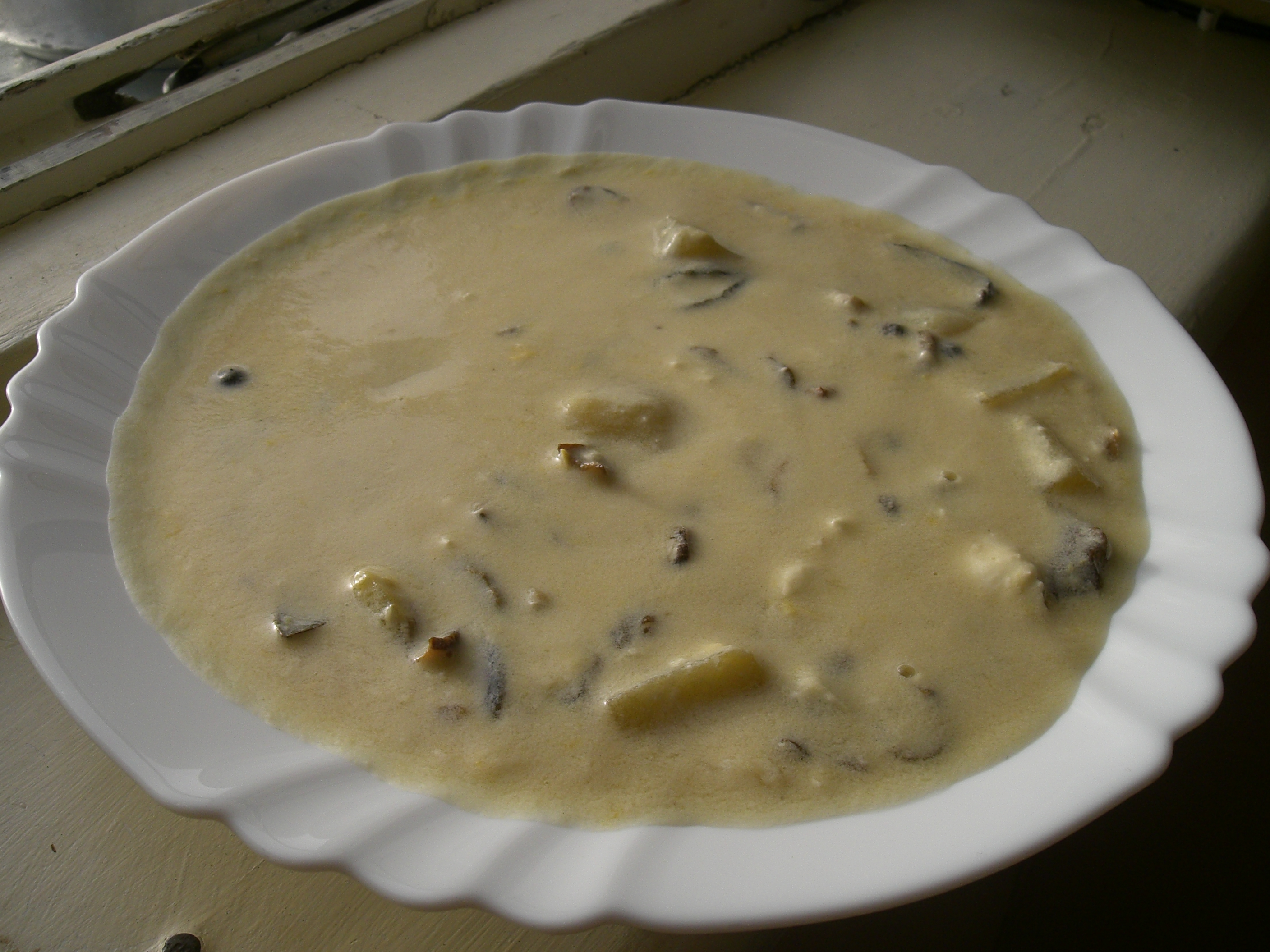
Kulajda

Ở một vài vùng khác, một loại súp nấm chua của Séc có tên là kyselo thường bị nhẫm lẫn với kulajda. Điểm khác biệt chính của hai loại súp này là kyselo dùng bột chua và gần như không bao giờ sử dụng kem chua hay sữa